# Valverde de Mérida
Valverde de Mérida es un municipio español, perteneciente a la provincia de Badajoz (comunidad autónoma de Extremadura).

## Situación
Situado a unos diez kilómetros al sudeste de la ciudad de Mérida, se encuentra en una gran curva del río Guadiana, junto al límite con Vegas Altas. Pertenece a la comarca de Tierra de Mérida - Vegas Bajas y al Partido judicial de Mérida. 

## Economía
Su supervivencia se basa en la economía agraria y ganadera, lo que le hace un pueblo próspero por la fertilidad de sus tierras. 

## Historia
Se localiza hacia el sudeste de Mérida, sobre un asentamiento que se acoge al seno de la gran curva del Guadiana, cerca del badén por donde se supera el río en dirección a Guareña. A partir de un enclave al que se le atribuye origen remoto, el núcleo fue repoblado al amparo del fuero de Mérida de 1235, anejándose al mismo algunos caseríos ya existentes en el entorno, como Pedroche, Ureña y otros, como la posesión de la Orden de Santiago dentro del Partido de Mérida. 
El día 14 de octubre de 1385 tuvo lugar en su término la batalla de Valverde, con el triunfo del condestable de Portugal Nuno Álvares Pereira sobre los castellanos, y en dicha batalla falleció Pedro Muñiz de Godoy, maestre de la Orden de Santiago. Dentro de las agresiones portuguesas en territorio castellano tras su éxito en  Aljubarrota que no concluirían hasta la firma del Tratado de Ayllón (Segovia) en 1411.
En 1630 se independizó de la jurisdicción de Mérida alcanzando el título de Villa exenta mediante el pago de 16.000 ducados. 

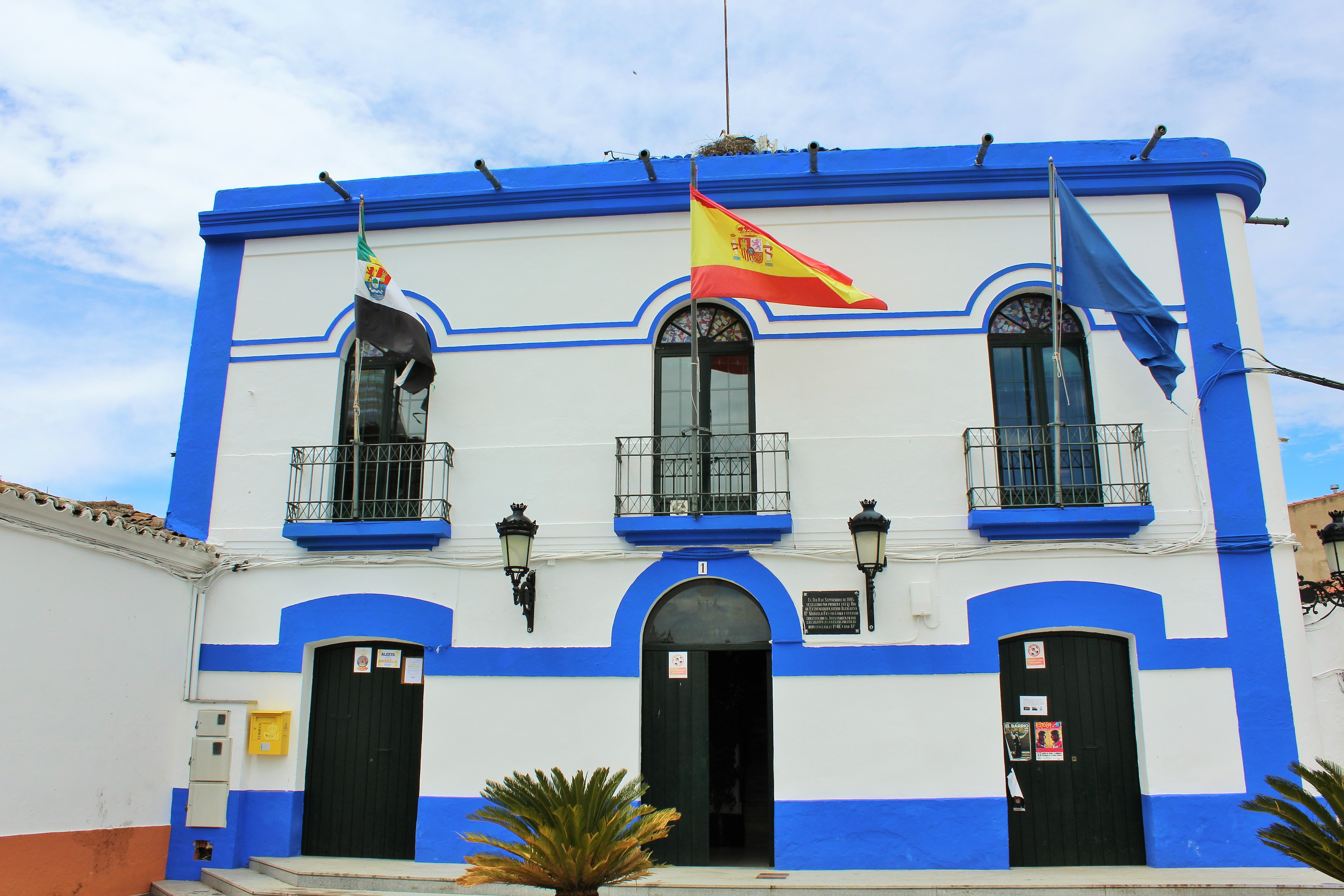
Ayuntamiento.

A la caída del Antiguo Régimen la localidad se constituye en municipio constitucional en la región de Extremadura. Desde 1834 quedó integrado en el Partido judicial de Mérida. En el censo de 1842 contaba con 230 hogares y 810 vecinos.
En 1849, Valverde de Mérida era una villa con Ayuntamiento. Según datos de aquella época situaban a Valverde en la parte más baja de dos cerros llamados Calderón y las Yeguas que la cubrían por el NO y S. Su clima era templado y reinaban vientos N y O y se padecían catarrales e intermitentes. Por aquel año, Valverde contaba con 158 casas de piso bajo en 5 calles y una plaza, mal empedradas, casa Ayuntamiento, cárcel, escuela dotada con 1.100 rs de los fondos públicos, a la que asisten 83 niños de ambos sexos, iglesia parroquial (Santa Marina) con curato de primer ascenso y de provisión de S.M. a propuesta del Tribunal Especial de las Órdenes Militares como pertenecientes a las de Santiago, y en las afueras al N el cementerio, a ¼ cuarto leg al este la ermita de San Gregorio, más cerca la de los Mártires, al O la de Santo Domingo, ¾ al S la de la Virgen de Viena, todas arruinadas y a la misma distancia la de Santa Ana, que se conserva de limosna. También se describe en libros de aquella época una especie de estanque de figura cuadrilonga, de cuyo centro se han extraído pedacitos de ladrillo y teja, bustos y medallas de bronce bastante borradas. Se surtía de aguas potables en una fuente con caño, que cae en un pilar para las caballerías, y para los usos comunes en 4 pozos diferentes sitios de la población. 
El terreno por 1849 era todo llano y de secano excepto 3 huertas que se regaban por una fuente llamadas del Bocín a la que podía bajarse por unas escaleras. Los caminos son vecinales y carreteros. El correo se recibía de Mérida por baligero tres veces a la semana. 
La producción era de trigo, cebada, avena, garbanzos y habas con abundancia, vino y aceite con escasez por ser de nuevo plantío. Se mantenía el ganado lanar, de cerda, vacuno, cabrio y caballar, y se criaba caza menuda, la pesca del río y excelentes tencas en la charca. Sobre la industria y el comercio, había un molino harinero en Guadiana, se exportaban los granos y se importan telas de vestir. La población constaba de 230 habitantes.

## Demografía
Valverde de Mérida cuenta con una población de 1010 habitantes (INE 2024).
| Gráfica de evolución demográfica de Valverde de Mérida entre 1842 y 2021                                              |
| |
| Población de derecho según los censos de población del INE. Población de hecho según los censos de población del INE. |

## Hijos ilustres
Como personaje ilustre cabe destacar a Alonso de Alvarado, cabo de doce compañías: 
- Alférez en la guerra de rebelión de Granada, donde fue distinguido al ser el primero en enarbolar la bandera en lo más alto de los muros, y en donde, acosado por los enemigos y herido de un arcabuzazo, se arrojó al vacío abrazado a un capitán moro que murió en la caída.
- Capitán en Italia y Flandes, y "teniente de capitán" de la guardia de Don Juan de Austria.
- También participó en la jornada de Aragón.

Pero su mayor éxito lo tuvo siendo gobernador de Gran Canaria, la cual defendió valerosamente en dos ocasiones: contra el ataque inglés de la flota combinada de Francis Drake y John Hawkins en 1595 y contra la flota holandesa de Pieter van der Does en 1599, perdiendo la vida el veinte de agosto de ese mismo año por las heridas sufridas durante el ataque. 
Componíase la armada inglesa de 28 navíos con 4000 hombres de desembarco cuya misión era la de una nueva expedición de las Indias, con el objetivo de rapiñar y menoscabar cualquier propiedad española y realizando en las Islas Afortunadas su primera "escala".
Por fin, el día 6 de octubre, amaneció sobre la ciudad de Las Palmas aquel fuerte nublado que, durante diez años, había estado rondando y amenazando las islas. 
Como los enemigos hicieron el principal acometimiento por la calera de Santa Catalina, se habían atrincherado allí hasta 800 milicianos del país que, animados por el mismo gobernador, consiguieron detenerlos y empujarlos en retirada hacia el mar. 
La armada inglesa perdió 200 hombres y cuatro oficiales. Tan honrosa fue la defensa de Canarias que dio cuenta al rey Felipe II de España la Real Audiencia; diferentes autores como Bartolomé Carrasco en su "Templo Militante", y el gran Lope de Vega en su "Dragontea", lo celebran en sus poemas. Y actualmente en La Isleta, en Las Palmas de Gran Canaria, cada segundo domingo de octubre se celebran las fiestas de La Naval, cuyo fin es la celebración de la victoria obtenida sobre la armada inglesa, mandada por Sir Francis Drake y Sir John Hawkins, el 6 de octubre de 1595, cuando era gobernador de Gran Canaria Alonso Alvarado. 
La situación es simulada el día de la festividad de la Virgen de La Luz, a las 24:00 horas, con una sensacional batalla naval entre un barco y el Castillo de la Luz, que constituye una auténtica exhibición pirotécnica. Durante el espectáculo, se parodia una lucha similar a la librada antaño con ingleses entre los participantes, donde las armas utilizadas son los fuegos de artificio que se cruzan desde el buque hasta el Castillo y viceversa. 
Alonso de Alvarado nació en Valverde de Mérida, de donde partió como tantos, en busca de éxito y fortuna, hallándolo y muriendo por ello.

## Arqueología
Hay indicios prerromanos en la zona, y al menos una icnita que los valverdeños llaman 'la pisá la vaca'. En cuanto a los yacimientos romanos hay varias villas (casas romanas de descanso y labranza) y un pequeño pantano de origen romano, modélico en cuanto a su estructura y con todas las partes bien reconocibles para su estudio. También quedan restos, muy mermados, de una ermita visigoda, la de Ureña, paraje que dio nombre a la vecina localidad de Guareña y que atraviesa un río llamado así, Ureña. 
Las vegas del Guadiana, desde el cambio de Era hasta el siglo V, y puede que incluso en tiempos hispanovisigodos, fueron la gran despensa de Mérida. Especialmente, en el siglo IV, cuando esta ciudad se alzó en capital de la Diócesis de las Hispanias y como hoy, acumuló un gran capital humano, especialmente de funcionarios. 
Las villas de campo tuvieron la misión trascendente de mantener un mercado urbano, aunque también ya en fases avanzadas del Imperio estas fueron dotadas de un rico aparato decorativo para las dependencias de sus señores que, cada vez en mayor número, hacían de estas villas su residencia fija. 
Uno de los grandes problemas que tenían estas propiedades particulares era la dotación de agua. Agua para pequeños regadíos, para abrevar los ganados o simple consumo humano y también para las fuentes que ornaban las galerías, jardines y peristilos de aquellas rústicas mansiones. 
A diferencia de otros territorios del Imperio, Hispania, y muy especialmente la Lusitania, contaba con recursos hídricos limitados e irregulares en su distribución. Dada la dificultad legal para poder captar aguas de los ríos, que eran públicos, estos propietarios particulares tuvieron que realizar captaciones subterráneas. Pero es sobre todo a través de pequeños arroyuelos, la manera más común que adoptaron para solventar este problema capital. En ocasiones, la captación de aguas estaba relativamente alejada de la zona de consumo, por lo que había que hacer un canal de derivación y , ya en la villa, construirse un depósito o aljibe que sirviera de almacén. 
Como vemos, se trata de la misma solución que se adoptó para Emérita Augusta pero en pequeña escala, con las presas de Cornalvo, Proserpina y los manantios de Las Tomas, con sus correspondientes conducciones hidráulicas. 
Y es el caso de la presa que nos ocupa, la valverdeña Charca Grande. Citada ya a principios de siglo como romana por José Ramón Mélida, unida a otras presas cercanas como la de Araya, El Peral, Don Tello, la Vega de Santa María, pasa desapercibida para autores dedicados a la hidráulica, los ingenieros Raúl Celestino o Fernández Casado, o para arqueólogos como Lantier, Serrá Rafols, y en la actualidad, N.A. F. Smith. 

## Patrimonio

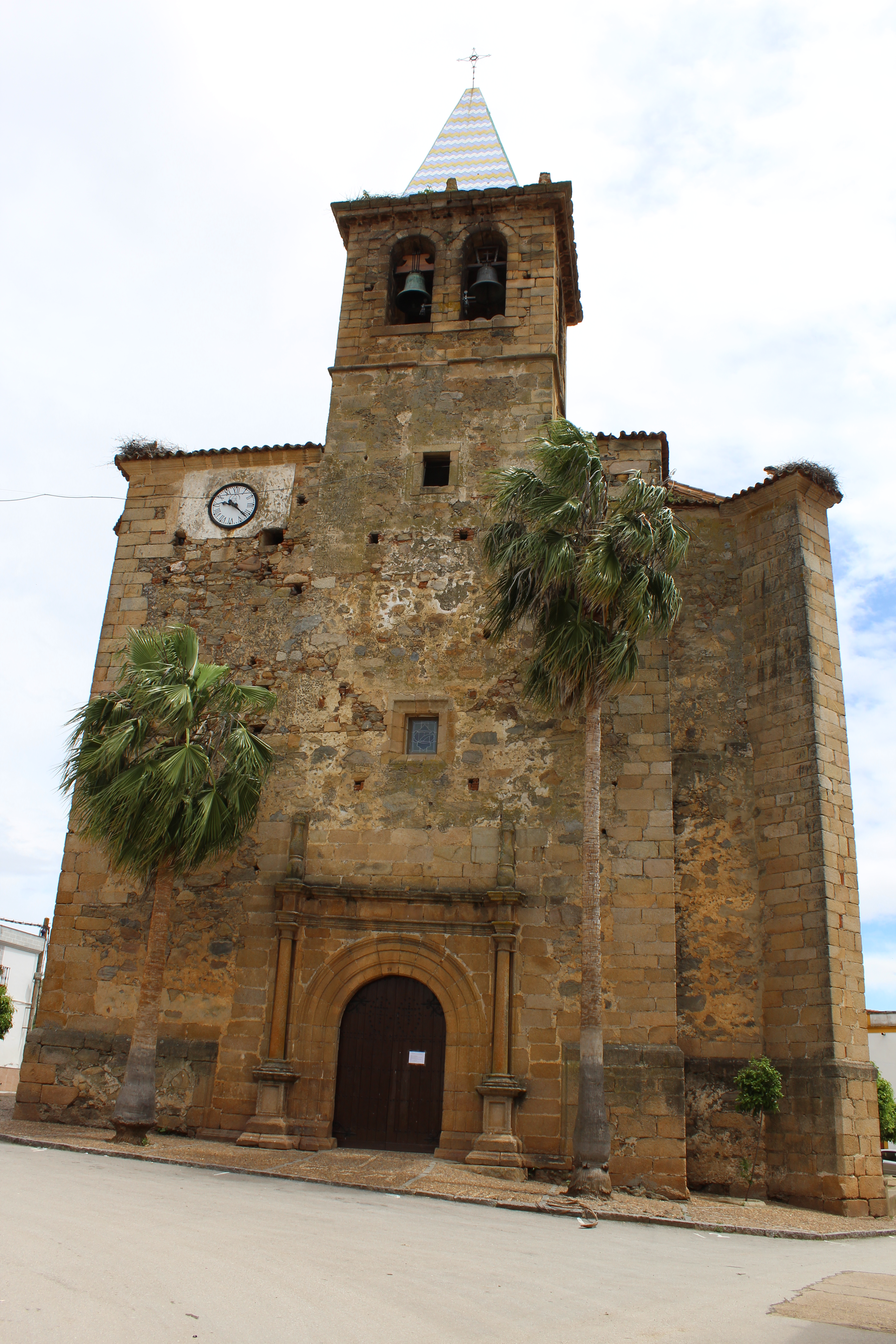
Iglesia de Santa Marina.

Entre los monumentos de la localidad se encuentran:
- Iglesia de Santa Marina en la Archidiócesis de Mérida-Badajoz.[4]
- Ermita de Santa Ana.

## Heráldica
Con fecha 30 de noviembre de 1987, el Ayuntamiento de Valverde de Mérida solicita se investiguen los antecedentes históricos que pueda haber sobre heráldica municipal de dicha población.
El primer lugar, se localiza un sello municipal en tinta sobre papel, usado por el pueblo hacia 1850, que se halla en la Colección de Sellos Municipales en tinta, de la Sección de Sigilografía del Archivo Histórico Nacional (Madrid). Trae en campo las Armas Reales usadas en la época de Isabel II, es decir, el cuartelado de Castilla y León, entado en punta de Granada, con la escusón de Anjou y la Real Corona.
Posteriormente se investiga en los restantes fondos de la citada Sección de Sigilografía con resultado negativo. 
En la Real Academia de la Historia se investiga en varias secciones con resultado negativo. 
En la Biblioteca Nacional se consultan diversas obras sobre Heráldica Municipal española, de sus principales pueblos y provincias, con resultado negativo.
Igualmente se consulta al Académico extremeño José Miguel Lodo de Mayoralgo, quien facilita algunas noticias sobre la historia de esta villa.
En conclusión, podemos afirmar con escasa posibilidad de error, que la villa de Valverde de Mérida no has la adopción de un Escudo Municipal de nueva creación.
Para su blasonado, hemos de basarnos en el pasado histórico de la Villa. En su término se conservan varios restos de villas y granjas romanas, sistemas de regadío, etc. De época visigoda es la Basílica de Santa María, de gran devoción en aquellos tiempos. Tras la definitiva reconquista cristiana, época en la probablemente se fundó la villa, Valverde de Mérida fue dada a la Orden Militar de Santiago, en cuya jurisdicción se mantuvo desde el siglo XIII hasta el siglo XVII, dependiendo durante todo este lago periodo, de la Villa y Encomienda de Mérida. Ya en 1630, fue hecho villa (hasta entonces era una simple aldea), separándola en parte de la jurisdicción de Mérida, aunque siguió perteneciendo a la Orden de Santiago hasta el siglo XIX, en que se abolió el Régimen Señorial. 
Los elementos con que contamos a la hora de blasonar a la Villa de Valverde de Mérida son principalmente tres: la pertenencia a la Orden de Santiago, que puede representarse por su famosa cruz-espada, las armas de Mérida (de gules, la muralla de oro con dos torres y el emblema de Santa Eulalia), a cuya jurisdicción estaba sujeta, y la toponimia (valle-verde); esta toponimia sugiere utilizar la participación calzada para mejor simbolizar la forma geográfica de un valle.
La forma que el Ayuntamiento escogió para blasonar sus Armas se describe así: Escudo del Ayuntamiento de Valverde de Mérida: Escudo de plata, con una cruz de Santiago de Gules, calzado de sinople, al timbre, la real corona. 

## Fiestas
La Fiesta más importante para todo valverdeño es la del día de su patrona: Santa Marina, que se celebra el 18 de julio.
En los días anteriores a esta fecha, tienen lugar distintos concursos y competiciones de todo tipo - tiro al plato, pesca, natación, fútbol-sala, carreras ...
El día 18 de julio, Santa Marina sale en procesión después de la misa solemne y, a continuación, tiene lugar la subasta del brazo en la que los valverdeños pujan con devoción.
Durante estos días festivos los valverdeños disfrutan de diversos actos culturales, deportivos, musicales... Todo esto hace que se vivan las fiestas en todas las calles del pueblo, con gran júbilo.
También y desde año 2012, se celebra la fiesta YO SOY DE VALVERDE DE MERIDA, una fiesta en la que se congregan  habitantes del pueblo y los emigrantes, teniendo ya una gran importancia de ámbito local, regional e internacional.

## Conmemoraciones
Desde 2018, el 21 de junio se conmemora el día mundial de la ELA, al atardecer los vecinos del pueblo se reúnen en la plaza del pueblo para dar visibilidad a la enfermedad, también se hacen donaciones y ventas de artículos relacionados con la ELA, todo para dar a conocer la enfermedad. 